# Corallium pusillum
Corallium pusillum är en korallart som beskrevs av Kamakiche Kishinouye 1903. Corallium pusillum ingår i släktet Corallium och familjen Coralliidae. Inga underarter finns listade i Catalogue of Life.